# نوكيا لوميا 610
نوكيا لوميا 610 (بالإنجليزية: Nokia Lumia 610)‏ هو هاتف ذكي طورته نوكيا يعمل بنظام التشغيل ويندوز فون.

## مميزات
1. كاميرا عالية الدقة
2. شاشة عالية الوضوح
3. تصميم عصري
4. متوفر بالوان عديده
5. نظام تشغيلي الأول من نوعه